# Улица Сканю (Рига)
Улица Ска́ню (латыш. Skaņu iela, от skaņa — «звук») — улица в Латгальском предместье города Риги, в историческом районе Дарзциемс. Пролегает в южном направлении от улицы Сеску до улицы Румбулас, с другими улицами не пересекается.
Общая длина улицы Сканю — 186 метров. На всём протяжении имеет гравийное покрытие. Средняя ширина проезжей части составляет 5 метров. Разрешено движение в обоих направлениях. Общественный транспорт по улице не курсирует.

## История
Улица Сканю была проложена в середине 1950-х годов, название присвоено в 1957 году.
Застроена малоэтажными частными домами. Название улицы никогда не изменялось.